# Eburnocauda saxatilis
Eburnocauda saxatilis — вид прямокрилих комах родини рафідофорид (Rhaphidophoridae). Описаний у 2024 році.

## Поширення
Ендемік Австралії. Відомий лише в одному місці — печера Британія-Крік у біорегіоні Південно-Східне нагір'я у штаті Вікторія. Це гранітна печерна система, вхід до якої знаходиться у вологому склерофіловому лісі.

## Етимологія
Назва роду Eburnocauda походить від латинського eburno (слонова кістка) і cauda (хвіст), що натякає на бивнеподібні грифелі на задній частині самців. Видова назва saxatilis з латини перекладається як «той, що живе серед скель».

## Опис
Печерний цвіркун середнього розміру з довжиною тіла дорослої особини 12–14 мм. Eburnocauda можна відрізнити від інших рафідофорів за надзвичайно міцними та довгими грифелями, що виступають із субгенітальної пластинки самця та досягають половини довжини церків. Eburnocauda також має в середньому дві вентральні лінійні коолючки по обидва боки від передньої та середньої гомілок (пролатерально та ретролатерально); за винятком Parvotettix Richards, 1968 (у якого немає цих шипів), усі інші австралійські роди мають принаймні три колючки.